# Noserius femoralis
Noserius femoralis är en skalbaggsart som beskrevs av Aurivillius 1910. Noserius femoralis ingår i släktet Noserius och familjen långhorningar. Inga underarter finns listade i Catalogue of Life.